# Pyrrhosoma elisabethae
Pyrrhosoma elisabethae – gatunek ważki z rodziny łątkowatych (Coenagrionidae).